# IC 3046
IC 3046 ist eine Spiralgalaxie vom Hubble-Typ Sc mit aktivem Galaxienkern im Sternbild Jungfrau an der Ekliptik. Sie ist schätzungsweise 359 Millionen Lichtjahre von der Milchstraße entfernt und hat einen Durchmesser von etwa 135.000 Lichtjahren. Gemeinsam mit PGC 213950 bildet sie ein gravitativ gebundenes Galaxienpaar. Unter der Katalognummer VCC 76 wird sie als Mitglied des Virgo-Galaxienhaufens gelistet, ist dafür jedoch zu weit entfernt.

Im selben Himmelsareal befinden sich u. a. die Galaxien NGC 4193, IC 3041, IC 3047, IC 3052.
Das Objekt wurde am 14. September 1900 von Arnold Schwassmann entdeckt.